# بني يرزق (بني سميح)
بني يرزق هي إحدى مشيخات المملكة المغربية، تتبع جغرافيا لإقليم شفشاون وإداريًا لبني سميح. يقدر عدد سكانها بـ 6797 نسمة حسب الإحصاء الرسمي للسكان والسكنى لسنة 2004.